# Wal-Mart: The High Cost of Low Price
Wal-Mart: The High Cost of Low Price (bra: Wal-Mart: O Custo Alto do Preço Baixo) é um filme documentário estadunidense de 2005, dirigido por Robert Greenwald.
O filme não chegou a ser exibido no circuito comercial e foi vendido diretamente em DVD a partir de novembro de 2005. No Brasil, foi apresentado durante a 30.ª Mostra Internacional de Cinema de São Paulo.

## Sinopse
O filme apresenta a face pouco conhecida e desfavorável das práticas comerciais da rede de supermercados Wal-Mart. São apresentadas entrevistas com ex-empregados, ex-gerentes, proprietários de pequenos negócios familiares que, segundo o filme, faliram em razão da concorrência desleal do Wal-Mart, e vídeos promocionais da empresa.